# Ostatni rozdział, czyli Paragraf 22 bis
Ostatni rozdział, czyli Paragraf 22 bis (oryg. Closing Time) – powieść amerykańskiego pisarza Josepha Hellera, będąca kontynuacją jego wcześniejszej książki Paragraf 22. Akcja powieści toczy się w Nowym Jorku w latach 90. XX wieku i pojawiają się w niej postaci z wcześniejszej powieści, włączając w to Yossariana, Milo Minderbindera czy kapelana Tappmana.
Powieść składa się z dwóch, przeplatających się, wątków głównych. Jeden z nich to wątek Yossariana w swoich latach starości. Ostatni rozdział jest przy tym niekonsekwentny czasowo: Yossarian w Paragrafie 22 miał 28 lat, a jego akcja miała miejsce w 1944 roku, co w Ostatnim rozdziale jest przywołane jako „50 lat wcześniej”, jednak Yossarian w tej powieści ma tylko 68 lat. Drugi wątek opowiada o Sammym Singerze i Lwie Rabinowitzu, dwóch mężczyznach z Coney Island, którzy także walczyli podczas II wojny światowej. Sammy Singer pojawił się epizodycznie w Paragrafie 22, jako lecący razem z Yossarianem strzelec ogonowy, który na przemian mdlał i budził się na widok Yossariana, próbującego zająć się ranami Snowdena.
W powieści Lew Rabinowitz wspomina także mężczyznę o nazwisku Vonnegut, którego poznał w Dreźnie. Jest to nawiązanie do doświadczeń Kurta Vonneguta z bombardowania Drezna, opisanego przez niego w powieści Rzeźnia numer pięć.